# TTC (Band)

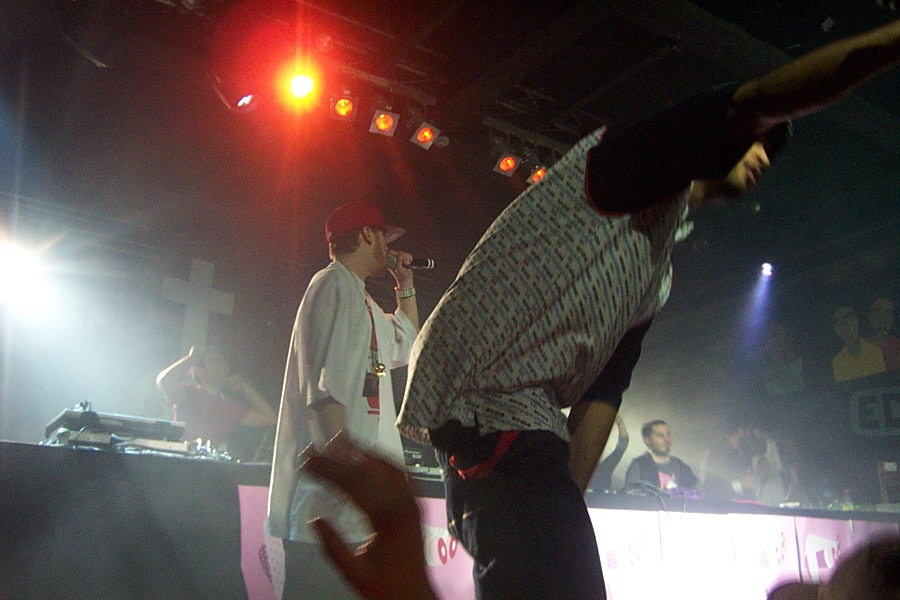
TTC

TTC ist eine französische Hip-Hop-Formation aus Paris.

## Geschichte
Die initialwörtliche Abkürzung der Gruppe, die in Frankreich eigentlich als Toutes taxes comprises auf Rechnungen bekannt ist, setzt sich aus den Künstlernamen der MCs Tido Berman, Teki Latex und Cuizinier zusammen. Für die musikalische Untermalung zeichnet DJ Orgasmic verantwortlich. Charakteristisch für den Stil TTCs ist neben ihrem betont humoristischen Auftreten, provokativen und oftmals ironisch-machistischen Texten ein stark an elektronische Musik angelehnter Sound. Dadurch kam es zu vielerlei Kollaborationen mit Künstlern wie Para One oder Modeselektor, die eher in diesem Genre zuhause sind. TTC veröffentlichen ihre Produktionen unter Big Dada, einem Ableger des Labels Ninja Tune.
2006 verbreitete die Sängerin Yelle als Antwort auf den TTC-Titel Girlfriend das Stück Je veux te voir, in dem sie sich über Cuiziniers darin angepriesene sexuelle Fertigkeiten lustig macht.

## Diskografie

### Alben
- 2002: Ceci n’est pas un Disque
- 2004: Bâtards Sensibles
- 2007: 3615 TTC

### Singles und EPs
- 1999: Game Over '99
- 2000: Leguman
- 2000: Who Are Your Latex?
- 2001: Elémentaire
- 2002: (Je n’arrive pas à) Danser
- 2004: Dans le club
- 2006: Girlfriend